# Oltenia

Oltenia în România

Oltenia este o regiune istorică din sud-vestul României delimitată la est de râul Olt, la sud și vest de Dunăre, iar la nord de Carpații Meridionali.

## Geografie

Harta fizico-geografică a Olteniei

Oltenia este străjuită în nord de Carpații Meridionali, iar în vest, sud și est de ape curgătoare: Dunăre, respectiv Oltul. Râul Jiu străbate regiunea în direcția nord-sud și o împarte în două părți aproape egale, în care relieful uneia pare să se oglindească în cealaltă. Nordul Olteniei este muntos, fiind prezente aici două masive: Parâng (la est de râul Jiu) și Retezat-Godeanu (la vest de râul Jiu). La sud de Carpați se află zona subcarpatică, reprezentată printr-un șir de dealuri (Dealul Bran, Măgura Slătioarei, Dealurile Gorjului, Dealul Bârzei)  și depresiuni (Novaci, Tismana, Târgu Jiu). În nord-vest se află Podișul Mehedinți, dealurile Coșuștei și depresiunea Severin. La sud de Subcarpați se află Podișul Getic, acesta fiind divizat în Platformele: Strehaiei (la vest de râul Jiu; se subîmparte în platformele Hușniței și Bălăcița), Jiului (străbătută de Jiu) și Oltețului(la est de Jiu). În sudul Olteniei de află Câmpia Olteniei, care este de altfel cel mai vestic sector al Câmpiei Române. Câmpia Olteniei este alcătuită de Câmpiile Blahniței și Băileștilor (la vest de Jiu) și Romanaților (la est de Jiu). Cele mai importante râuri sunt: Olt (împreună cu afluenții Lotru și Olteț) , Jiu (împreună cu afluenții Tismana, Motru, Amaradia și Gilort), Desnățui, Drincea și Cerna. Clima Olteniei este temperat-continentală, dar cu influențe mediteraneene.
Suprafața Olteniei este de 24.095 km². Cele mai importante orașe sunt: Craiova, Drobeta-Turnu Severin, Târgu Jiu, Caracal și Râmnicu Vâlcea.

## Organizare administrativă
Teritoriul istoric al Olteniei este, astăzi, împărțit astfel:
- Județul Dolj
- Județul Gorj

Harta României cu încadrarea Olteniei în Țara Românească și în județele actuale

- Județul Mehedinți (fără orașul Orșova și comunele Eșelnița, Dubova, Svinița, care aparțin Banatului)
- Județul Olt (fără zonele situate la est de râul Olt, care fac parte din Muntenia)
- Județul Vâlcea (fără zonele situate la est de râul Olt, care fac parte din Muntenia. De asemenea, o mică zonă situată între barajul Vidra și vârful Șteflești a fost atașată județului Vâlcea, fiind desprinsă din fostul județ Sibiu)
- Județul Teleorman (doar comuna Islaz)

Toate aceste județe (mai puțin Teleorman) sunt grupate în Regiunea de dezvoltare Sud-Vest, care, datorită faptului că 82,4% din teritoriul ei este alcătuit din această regiune istorică, poartă și denumirea de Regiunea de dezvoltare Sud-Vest Oltenia.

## Istorie
Pe teritoriul Olteniei locuiau, înainte de cucerirea romană, mai multe triburi geto-dace: pelii (Pelendava), sucii (Sucidava), burii (Buridava), la cazanele Dunării era un alt trib și este posibil să fi fost și alte triburi sau reprezentanți ai altor triburi în regiune. De asemenea au existat mai multe așezări celtice. În secolul I î.Hr. acest teritoriu a aparținut Regatului Dac condus de Burebista, apoi, la sfârșitul sec. 1. e.n. regatului condus de Decebal. Din 101 până în 271 a fost sub stăpânire romană. Din anul 119 până în 158 regiunea este inclusă provinciei Dacia Inferior, după această dată și până la Retragerea Aureliană din 271, teritoriul Olteniei a făcut parte din provincia Dacia Malvensis.
Dacia de la sud de Carpați era o regiune în care se putea pătrunde pe uscat doar prin trei trecători: prin Culoarul Timiș-Cerna, străjuit de castrul roman de la Ad Mehadium (Mehadia), prin valea Jiului (prin pasul Lainici), străjuit de castrul de la Ad Mutriam și prin valea Oltului (prin pasul Turnu Roșu), străjuit de castrul de la Arutella. Defileul Lotrului devenind accesibil abia în secolul al-XX-lea. Spre est era doar un drum de munte terasat de legionarii romani, străjuit de coline împădurite, care pleca dintre localitățile de azi Curtea de Argeș și Pitești, bifurcând-se, în afara provinciei, spre Câmpulung  și spre sudul Munteniei. Această relativă izolare de restul lumii a oferit  locuitorilor o anumită protecție naturală în fața năvălirilor; nordul Olteniei, neaflându-se în calea migratorilor, cum s-a întâmplat cu zonele joase din sudul regiunii.
Explicabile sunt și numeroasele ruine daco-romane păstrate într-o stare mult mai bună în Oltenia decât în Transilvania, ruinele castrelor de la Drobeta, dar în special cele de la Sucidava și Pelendava sunt într-o stare mult mai bună decât cele de peste munți. Ele par mai degrabă să fi fost lăsate în paragină și folosite ca materie primă pentru construcțiile din jur (cazul Pelendavei, unde o parte a zidurilor a constituit sursa de piatră și cărămidă pentru construirea bisericii, cum apare scris chiar în pisania mânăstirii Coșuna, construită chiar lângă castru).
În afara lor, s-au păstrat alte numeroase situri daco-romane: Romula, Rusidava, Buridava, Castra Nova, Ad Mehadium, Ad Mutriam, Arutela, Drobeta ș.a.m.d.
De remarcat faptul că Oltenia a continuat să fie în legătură directă cu Imperiul și după Retragerea aureliană, împăratul Constantin cel Mare construiește un pod peste Dunăre la Corabia, unde se vede și azi pilonul capului de pod de pe malul românesc, situație similară cu cea a podului de la Drobeta.
Drobeta, dintr-un punct strategic inițial, devenise primul centru urban din Oltenia romană și al treilea din Dacia, după Sarmizegetusa si Apulum. În timpul lui Hadrian (117-138) orașul a fost declarat municipium (121), când populația atinsese 14.000 de locuitori, iar în timpul lui Septimiu Sever (193-211) a fost ridicat la rangul de colonia (193) ceea ce conferea locuitorilor urbei drepturi egale cu cetățenii Romei. O colonia era un oraș prosper, cu temple, basilici, un teatru, un forum, un port, bresle de meșteșugari. Împărații romani, chiar și în timpul scindării imperiului au continuat să refacă și să întrețină cetățile de la Dunăre. Ultimul împărat care mai adusese acvilele romane la Dunăre a fost Iustinian I (527-565), a adăugat și el un turn Drobetei.

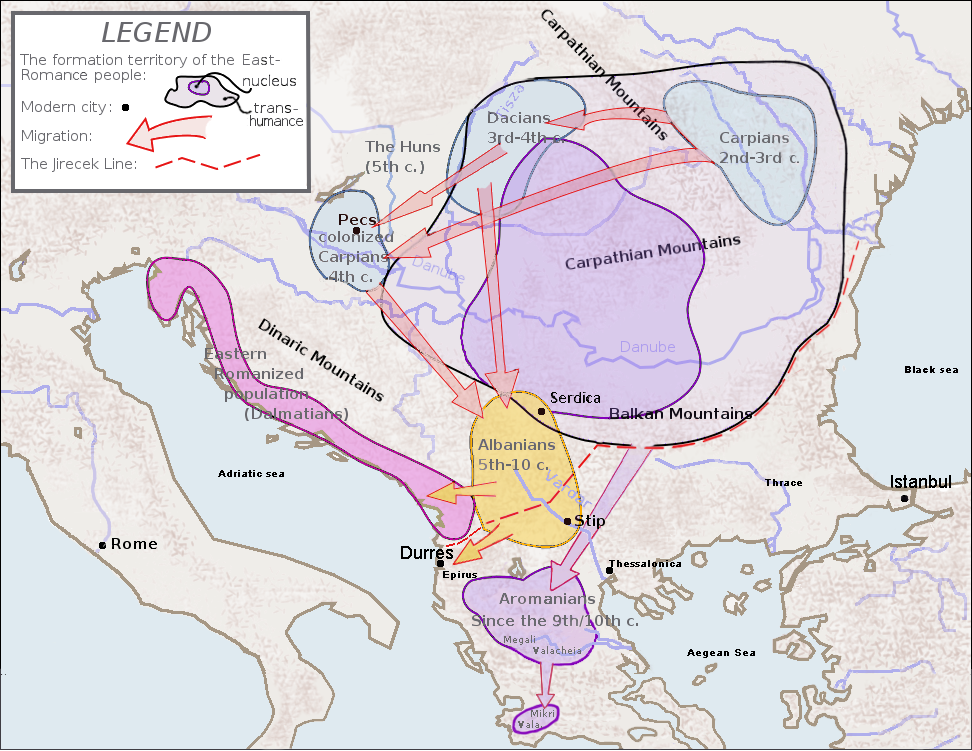
Etnogeneza românilor

Descoperirile arheologice au evidențiat că, din punct de vedere al circulației monetare, Oltenia are o situație perfect similară diocezei Daciilor sud-dunărene, în special începând cu al doilea deceniu al secolului al VI-lea, fiind deci integrată lumii romane, datorită în cea mai mare măsură, prezenței unei foarte numeroase populații de origine latină. Din studiul istoriei legiunilor romane, se poate observa ca veteranii legiunii a V-a Macedonica și legiunii a XIII-a Gemina sunt lăsați la vatră și primesc ca plată a serviciilor militare, loturi agricole în Dacia Malvensis, Caracalla împroprietărește chiar și legionarii altor legiuni romane. Se datorează și garnizoanelor militare, emisiunile din capitală sunt aici mult mai frecvente decât în provincii. Din contră, Muntenia de la est de Limes Transalutanus este un teritoriu locuit de barbari, în care pătrunderea de monedă are mai mult caracter accidental, iar evoluțiile sunt necorelate tendințelor din Imperiu sau din Oltenia. 
Această diferență poate fi ilustrată și pe ceramică. În Oltenia (unde formele de tradiție romană reprezintă peste 90% din ceramică), în mare măsură este încă nematură în Muntenia la Soldat Ghivan (pentru care doar circa două cincimi din forme au această origine) și este doar inițiată la Străulești (unde formele de sorginte carpică sunt cele mai caracterizante).
Numismatica concluzionează mult mai apăsat apartenența la Imperiul târziu; studiul ceramistic a subliniat mai mult recursul la forme rezolute, dar caracterul roman al Olteniei rezultă din ambele serii de studiu. Vârful descoperirilor de monedă de aur, în Oltenia, datează din deceniul 527-537, ceea ce reflectă efortul de consolidare a limes-ului roman (limita estică a Daciei Malvensis pe aliniamentul localităților de azi Turnu Măgurele-Roșiori-Pitești-Curtea de Argeș). Acest context favorabil (inclusiv prin fluiditate monetară) este cel pentru care ar trebui să presupunem vârful activităților economice, inclusiv al activităților meșteșugărești, deci inclusiv al producției ceramice de atelier. Oscilații semnificative în jos, pentru circulația monetară din Oltenia, sunt evidențiate în legătură cu invaziile, alte evenimente militare, mai puțin cunoscute din izvoare, par să se fi produs în 589/590, 593/594 și 597/598. Evidența numismatică în spațiul Olteniei iluminează, indirect, situația strategică a Munteniei, care a fost teritoriu de pasaj a migratorilor. 
Primii coloni au fost așezați în Oltenia de către Traian chiar înainte de construirea podului de la Drobeta, erau cohorte auxiliare din Hispania, legionarii au primit pământuri în jurul Drobetei, constituind o enclavă, un cap de pod menit să înlesnească construirea în deplină securitate a podului de peste Dunăre.
Acest ansamblu al descoperirilor masive de monedă romană, unelte agricole, fibule si ustensile de tot felul, arme, castre, sugerează că în regiune, romanizarea a fost extrem de accentuată.
Un alt indiciu, este utilizarea frecventă a perfectului simplu în vorbirea populară, perfectul simplu fiind un timp al verbului specific doar limbilor de origine latină.

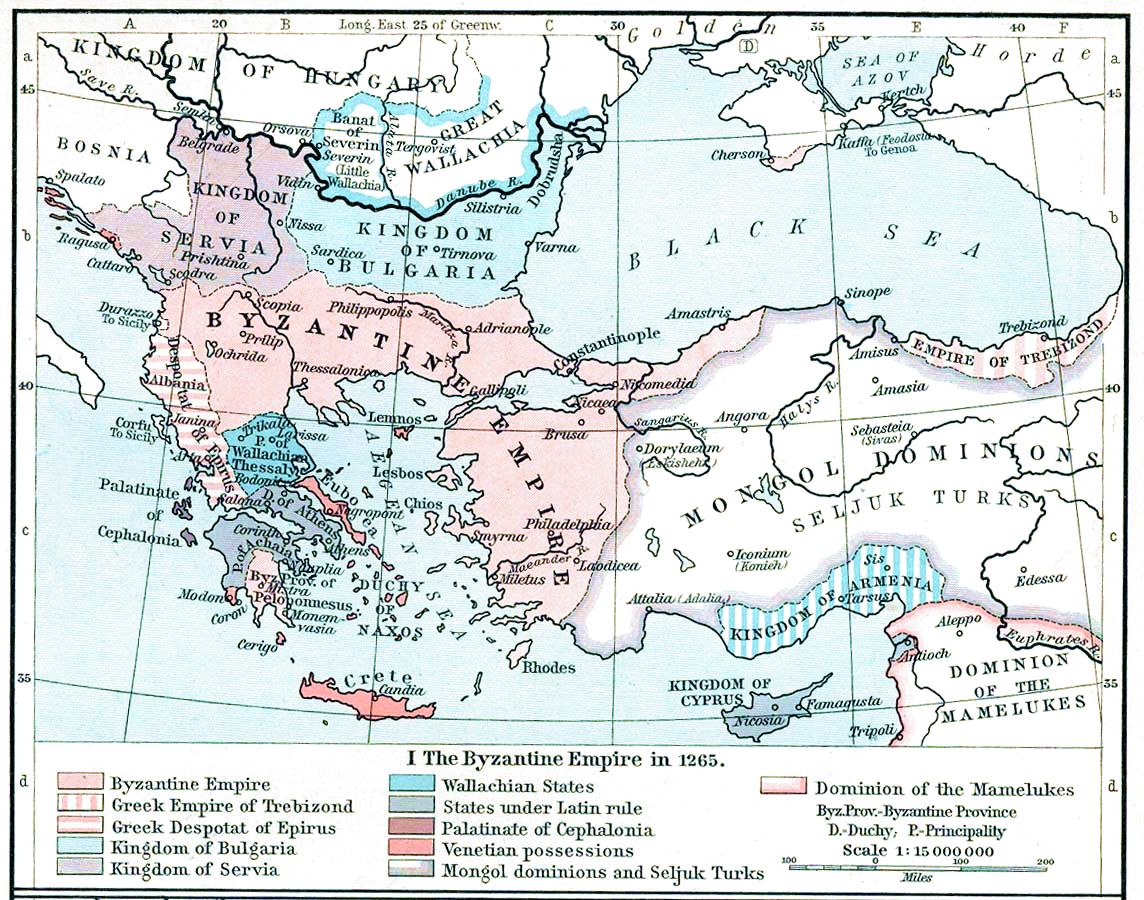
Peninsula Balcanică în sec. XIII

În secolele IV-XII sudul Olteniei a fost un important culoar de trecere a diverselor popoare migratoare. Vestigii slave au fost descoperite la Ostrovu Mare, Plenița, Vârtop, Coșovenii de Jos, Nedeia, Orlea, Sucidava, dar și la Râureni în nord-est. Aceștia au emigrat la sud de Dunăre sau au fost asimilați de populația romanică majoritară, dar au lăsat numeroase toponimii de origine slavonă: râul Bistrița (în nord-estul Olteniei), Craiova, Hinova, Bistreț, Bucovăț, Dumbrava etc.
În secolul al XIII-lea apar cnezatele lui Litovoi, Seneslau, Ioan și Farcaș care, odată unificate sub Litovoi, apar ca destul de puternice pentru a respinge atacurile maghiare dinspre munți, care ocupaseră Transilvania și a celor tătare dinspre est, care reușiseră să ocupe în perioada lui Litovoi, toată zona de câmpie din Muntenia și toată Moldova. 
În secolul al XIII-lea Turnu-Severin a fost stăpânit de Regatul Ungariei. Zona înconjurătoare (Banatul de Severin) a fost până în secolul XVI disputată cu Ungaria.
Între secolele XIII-XVI este menționată în Râmnicu Vâlcea o populație săsească.
În epoca medievală, teritoriul Olteniei este parte integrantă din Țara Românească, unii membrii ai familiei oltenești a Craioveștilor ocupând tronul începând cu secolul al XVI-lea. Oltenia avea o notă distinctă în raportul puterii, prin Marea Bănie de Craiova. Regiunea era administrată de un ban, motiv pentru care este cunoscută și sub denumirea de Banatul Craiovei.
Craiova era capitala unei regiuni care beneficia de o autonomie relativă, dar care era parte integrantă din Țara Românească. Mulți bani ai Craiovei sau familii importante din urbe, devenind domnitori în virtutea poziției pe care o ocupau în aparatul administrativ al Craiovei (dar și datorită bunelor relații cu otomanii în cazul Craioveștilor), cel mai bun exemplu este cazul familiei Bibescu care a dat pe ultimii doi domnitori din Țara Românească, Gheorghe Bibescu și Barbu Știrbei.
În timpul lui Mircea cel Bătrân, pe teritoriul Olteniei ființau județe precum Jaleș (în apusul Gorjului de azi), Motru (în răsăritul Mehedințiului actual), de Baltă (în vestul actualului județ Dolj și sudul actualului județ Mehedinți) și probabil Jiu (în zona Tg. Jiu).

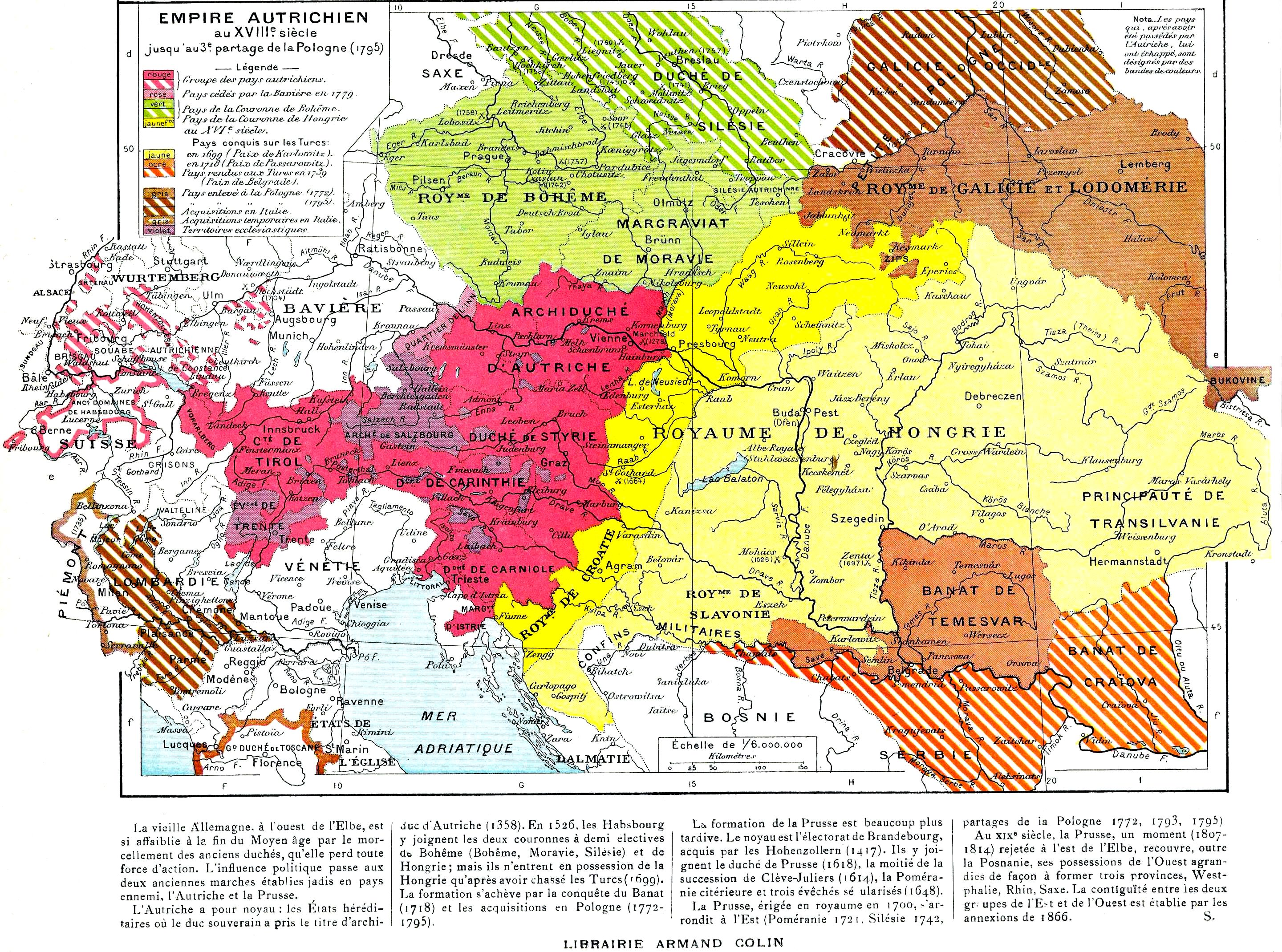
Imperiul Habsburgic în secolul XVIII

### Stăpânirea imperială
În urma tratatului de la Passarovitz din 1718 Oltenia intră sub stăpânirea habsburgică, aceștia numind-o Kleine Walachei (adică „Valahia Mică”, față de Muntenia, care era „Valahia Mare”). Ocupația a durat aproape 20 de ani, terminându-se în urma bătăliei de la Groțka în Serbia, unde Austria a fost învinsă de turci. Granița vestică a Țării Românești a fost pentru scurt timp râul Olt. Situația era agravată și pe fondul transformării teritoriilor românești în teatru de război între habsburgi, ruși și turci. Din cauza încercării Habsburgilor de a instaura în Oltenia o administrație proprie, sprijinită militar și transformarea ei într-o provincie imperială, lucru pe care nici turcii nu-l reușiseră pe parcursul mai multor sute de ani, se dezvoltă o puternică mișcare de revoltă, care a cuprins toate segmentele societății, de la țărani și micii meseriași, până la  comercianți, mica și marea boierime. Nemulțumirea populației era provocată de caracterul militar al exploatării, precum și de colectarea veniturilor provinciilor în visteria curții imperiale. Amploarea haiduciei din Oltenia a atins cote nemaiîntâlnite, habsburgii întâmpinând mari dificultăți în tentativa de a prelua puterea de facto în provincie. Totuși, această perioadă a adus și anumite beneficii regiunii. Astfel, au fost realizate primele hărți topografice ale Olteniei. De asemenea, prin efectuarea unor intervenții pirotehnice s-a construit drumul Călimănești-Cozia pentru a lega noua provincie de restul imperiului. Astfel, drumul alternativ care lega Depresiunea Lotrului de Muntenia și care trecea de obicei prin localitățile Sălătrucu și Perișani, își pierde însemnătatea. După 1718 acestea rămânând însă în posesia Munteniei, deoarece se aflau la est de râul Olt. În urma tratatului de la Belgrad din 1739, Oltenia este realipită la Țara Românească. Craiova devine între 1735 și 1770 capitala unei regiuni cufundate în anarhie, fără o apartenență statală reală, în care haiduci ca Iancu Jianu făceau legea.
Pe o perioadă de aproximativ 100 de ani, Oltenia devine sălașul unor celebri haiduci și panduri din Oltenia.

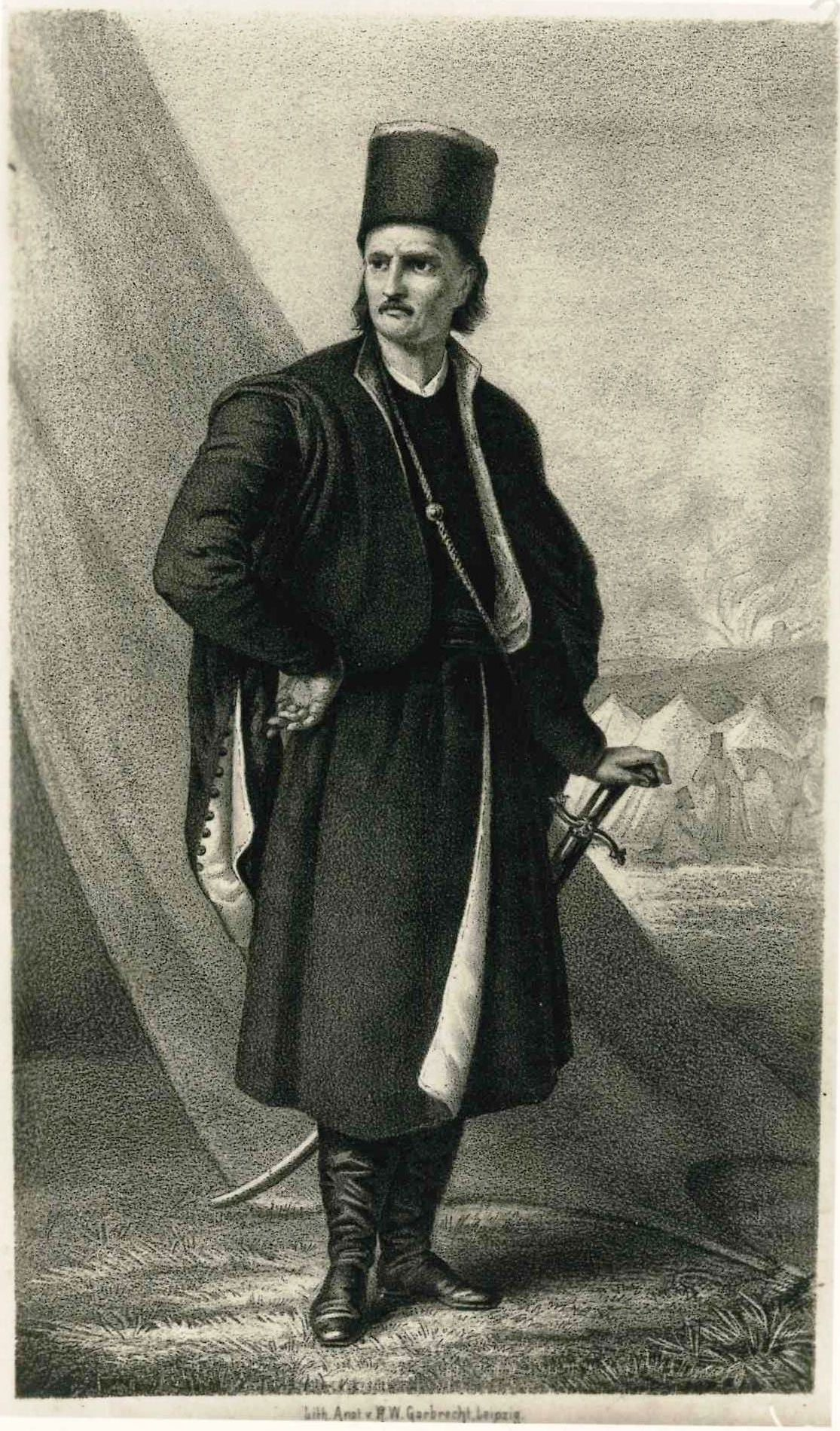
Tudor Vladimirescu

În 1821, Oltenia este locul de plecare al primei revoluții moderne, revoluție care avea să însemne pentru țările române, trecerea de la perioada medievală la epoca modernă. Deși revoluția lui Tudor Vladimirescu reușește doar să restabilească domniile pamântene, ea constituie un moment de cotitură în istoria noastră. 
Tot Oltenia a fost sălașul în care s-a dezvoltat revoluția pașoptistă, Craiova fiind prima capitală a revoluției pe care o pregăteau oamenii "Frăției": Nicolae Bălcescu, Ion Heliade Rădulescu, Gheorghe Magheru, Costache Romanescu, Cristian Tell înainte de a duce revoluția la București. Oltenia a fost un foarte puternic centru unionist.

Chiar și după Unirea Principatelor, Oltenia continuă să fie regiunea cea mai fierbinte, în perioada războiului de independență, căci Oltenia devine, din nou, regiunea cel mai  puternic implicată în război, trecerea Dunării de către armata română are loc la Corabia, iar teatrul principal de desfășurare al ostilităților (Plevna, Grivița, Rahova, Vidin) era plasat în vecinătatea Olteniei, pe malul drept al Dunării. Populația a sprijinit material în modul cel mai direct războiul, în special familiile celor plecați la război, trecând efectiv Dunărea cu care de provizii pentru armata română care nu strălucea deloc la acest capitol, fapt foarte rar întâlnit în istoria războaielor moderne.
Deși începută în Moldova, răscoala de la 1907 atinge cote paroxistice în Oltenia, trupele de jandarmi și militari nu sunt suficiente, doar folosirea, în premieră, a artileriei și bombardarea unor sate (în special, Băilești și satele din jurul Slatinei) reușesc să stopeze răsculații.  
În Primul Război Mondial, au loc lupte crâncene în marginea  localităților importante din Oltenia, când armata română se retrăgea spre Moldova. Lupte la care populația civilă nu a ezitat nici un moment sa intervină, la Podul Jiu (lângă Târgu Jiu), la Robănești (lângă Craiova), în pădurile Streharețului (Slatina) și pe valea Oltului (în apropiere de Râmnicu Vâlcea. La Podul Jiu, populația (printre care Ecaterina Teodoroiu) a reușit chiar să oprească coloana germană, până acestora le-au sosit întăriri. 
Înainte de reforma administrativă din 1950, când au fost desființate județele, Oltenia era subdivizată în județele Mehedinți, Gorj, Vâlcea, Dolj și Romanați.
În 1938, regele Carol al II-lea introduce, prin decret, organizarea administrativă bazată pe ținuturi. Pe teritoriul Olteniei a fost alcătuit Ținutul Jiu (numit uneori și Ținutul Olt), care cuprindea, pe lângă cele 5 județe oltenești și județul Olt.
În perioada 1950-1952, pe teritoriul Olteniei au existat regiunile Gorj, Dolj, Vâlcea (aceasta cuprindea și comune situate la răsărit de Olt care au fost desprinde din vechiul județ Argeș). Piatra Olt aparținea regiunii Argeș, iar comuna Islaz a fost atașată regiunii Teleorman.
În perioada 1952-1968 cea mai mare parte a teritoriului Olteniei (84,25%) este alcătuită din Regiunea Oltenia (numită până în 1960: Regiunea Craiova). Nord-estul Olteniei a făcut parte din Regiunea Argeș (numită până în 1960: Regiunea Pitești). Comuna Islaz a făcut parte din Regiunea București.
Actuala organizare administrativă a spațiului oltenesc datează din 1968.

## Galeria de imagini

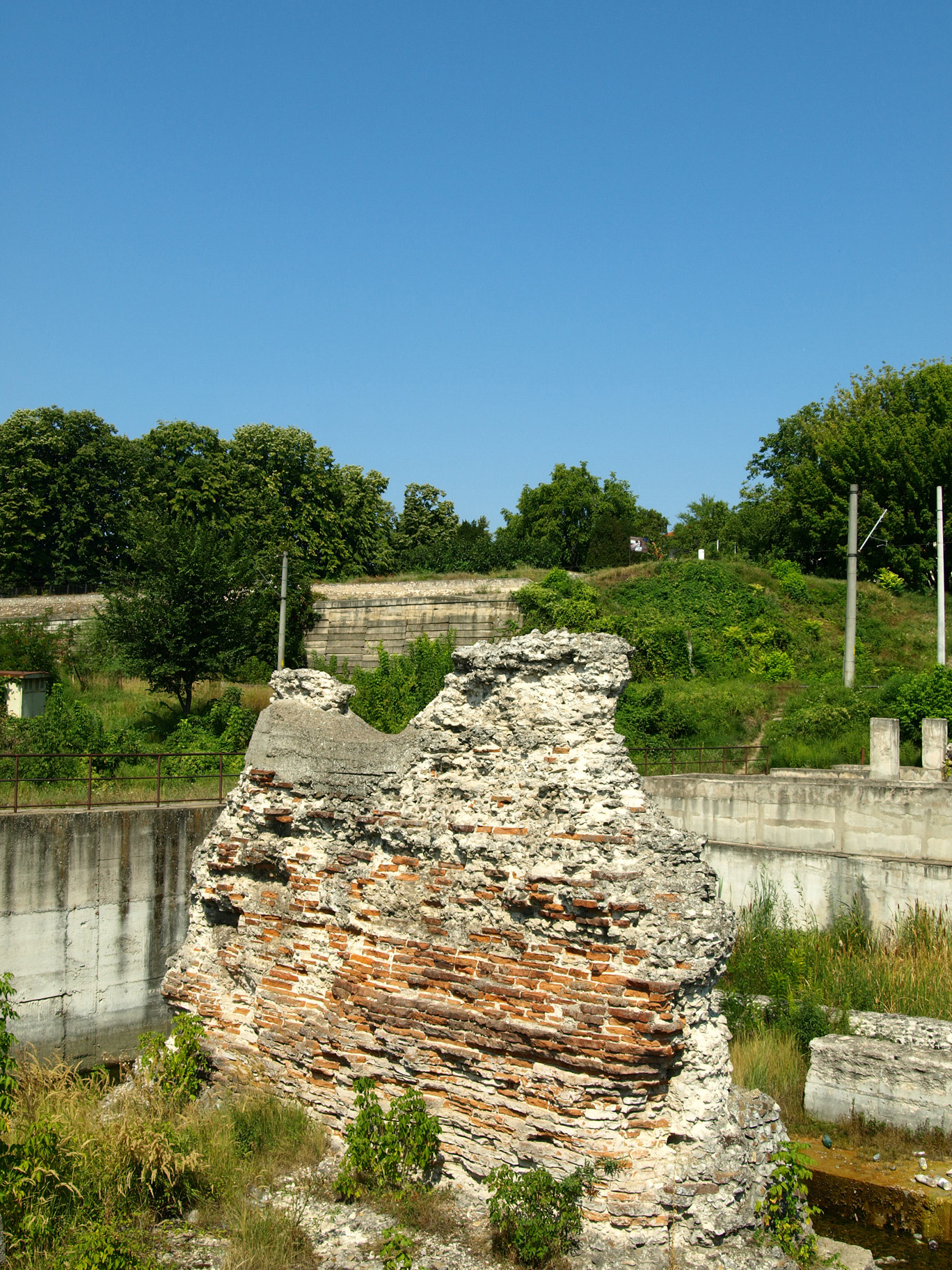
Piciorul Podului lui Traian
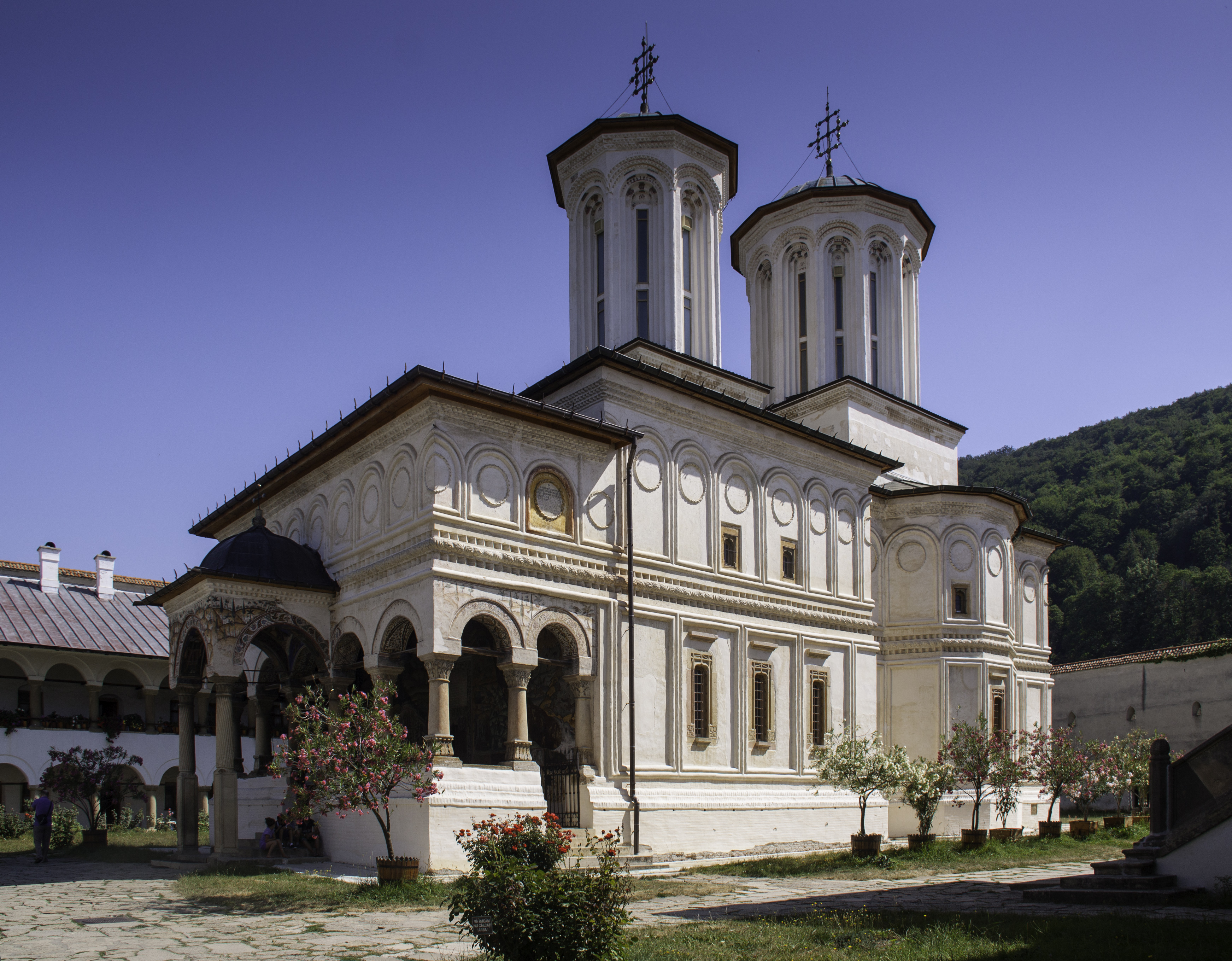
Biserica mănăstirii Horezu
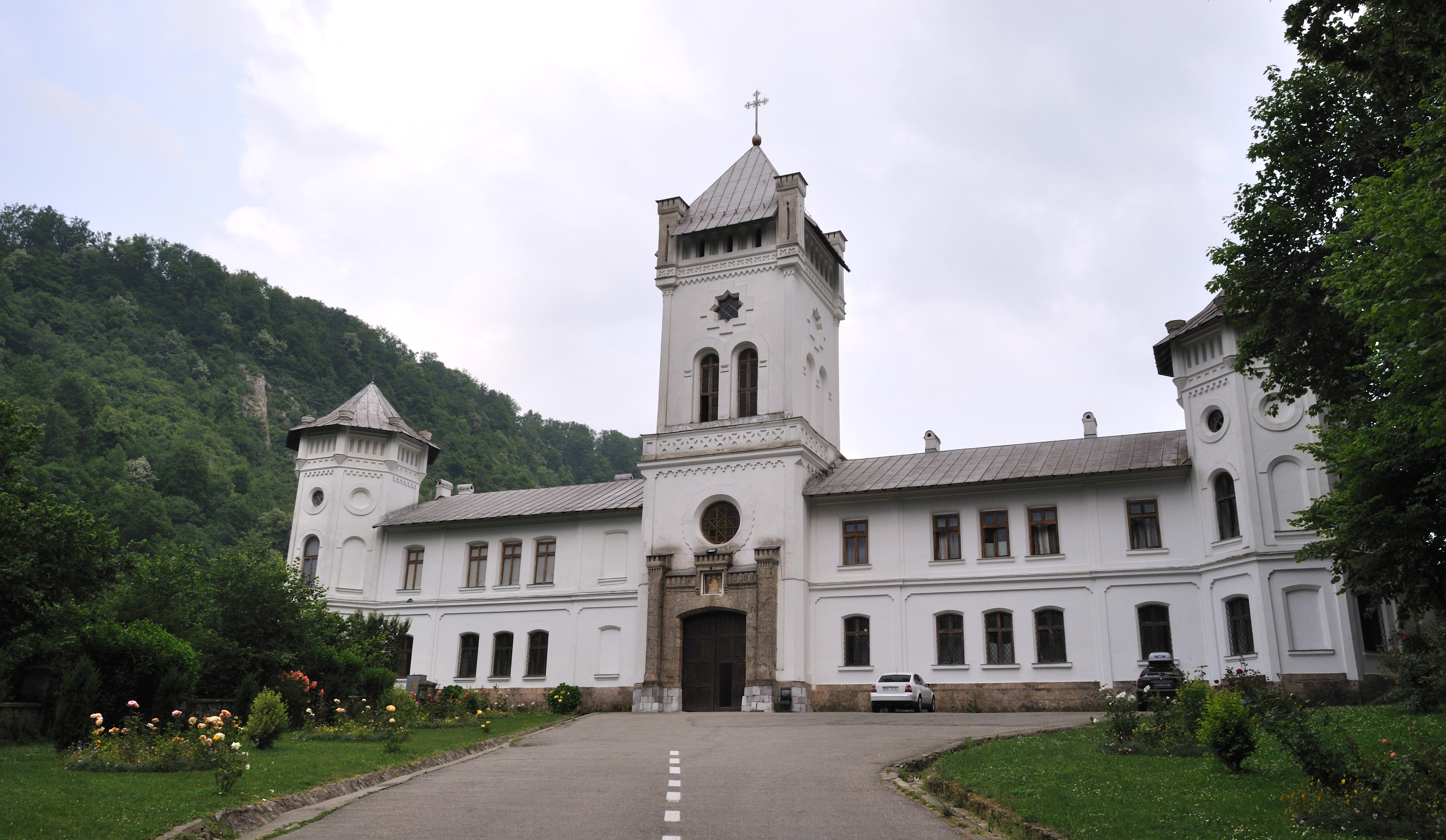
Mănăstirea Tismana
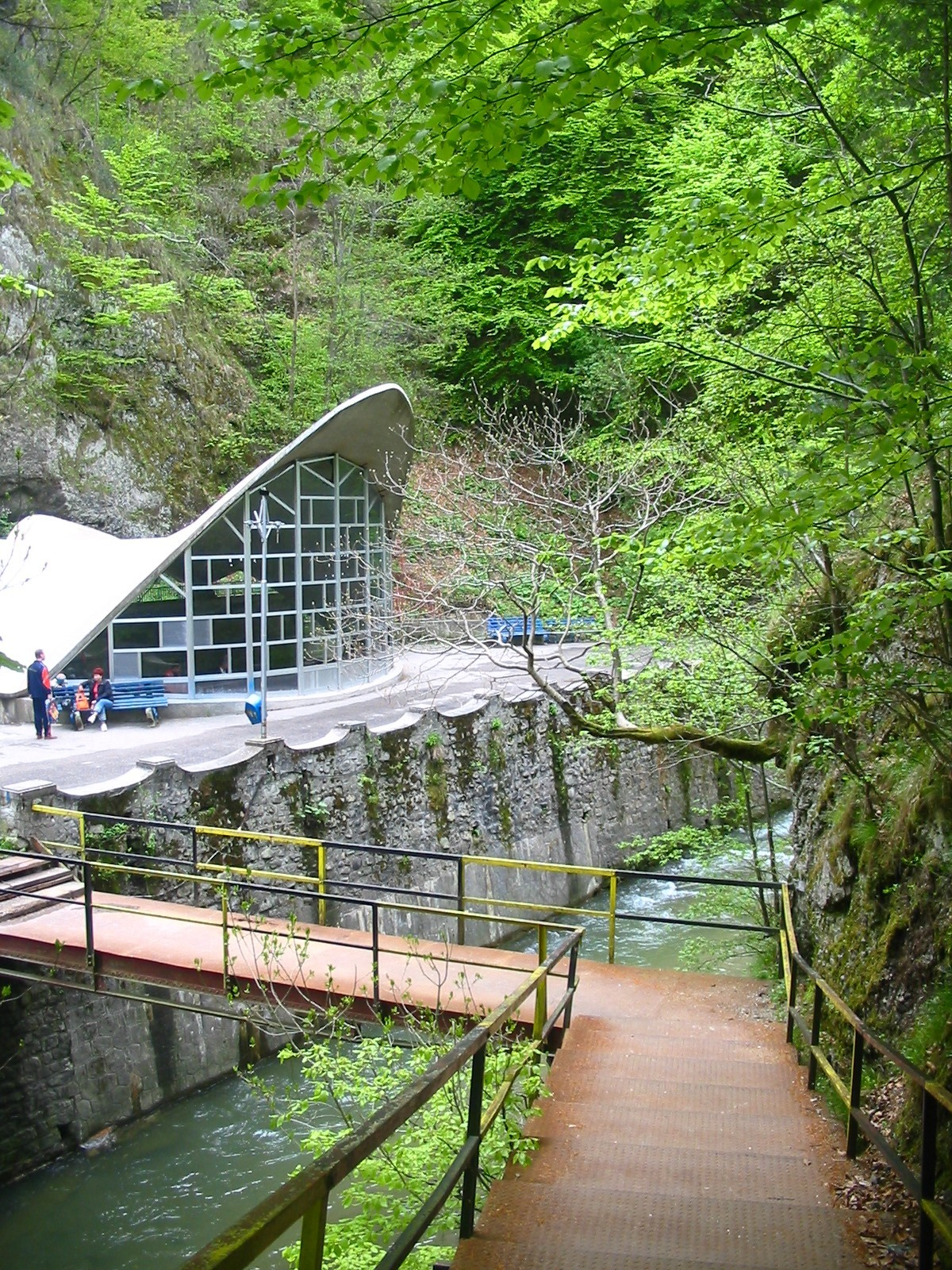
Peisaj din Băile Olăneşti
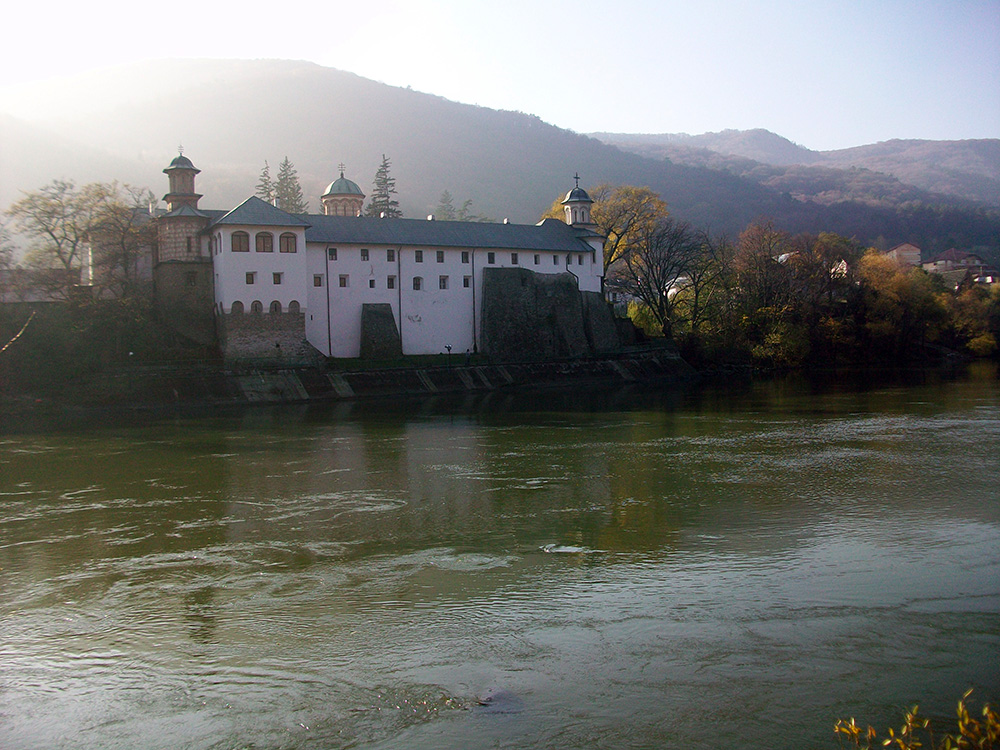
Mănăstirea Cozia şi Oltul
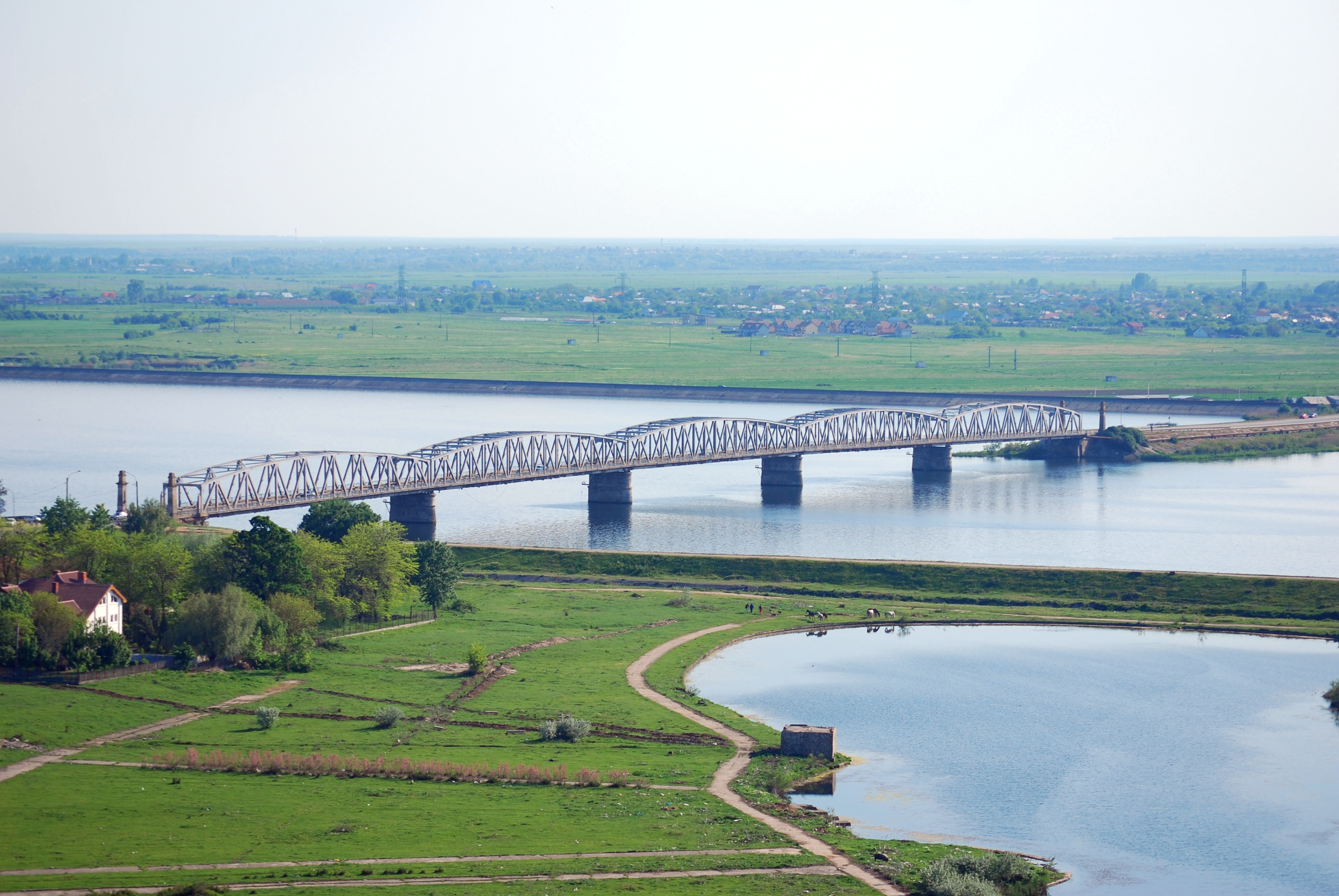
Râul Olt separă Oltenia de Muntenia
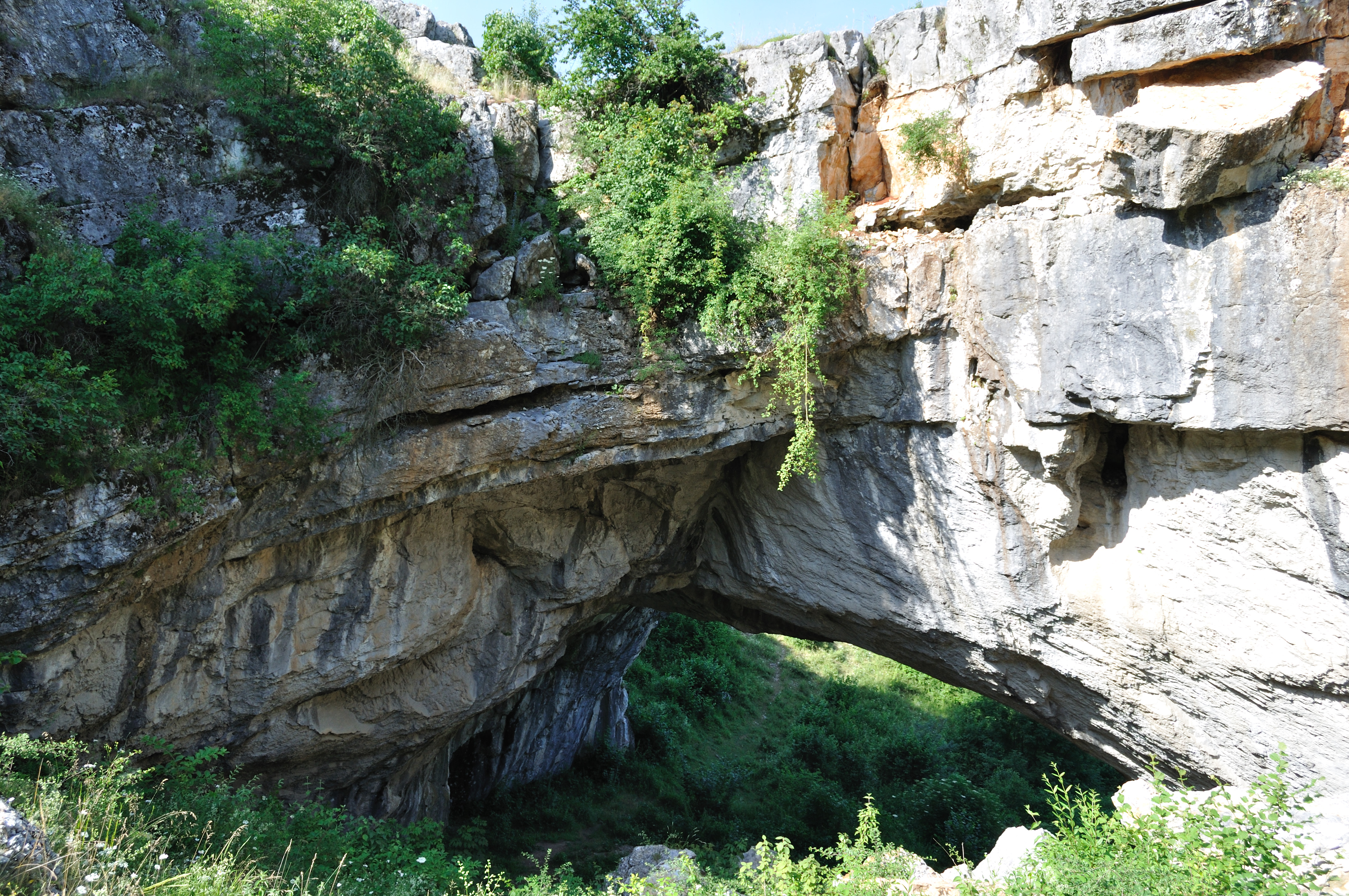
Podul lui Dumnezeu este cel mai mare pod natural al țării și al doilea ca mărime din Europa
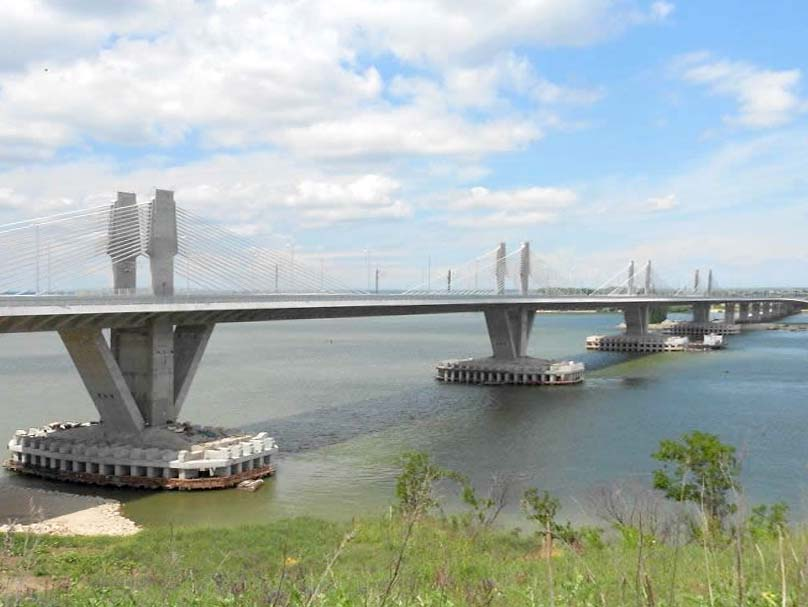
Podul Calafat-Vidin este un pod feroviar, pietonal și rutier pe Dunăre